# 鎮守神
鎮守神（ちんじゅがみ）は、特定の建造物や一定区域の土地を守護するために祀られた神である。現在では、氏神、産土神と同一視されることも多い。鎮守神を祀る社を鎮守社という。

## 概要

鎮守神をまつる鎮守の森（丹波篠山市）

中国の伽藍神に起源を持つといわれる。日本の寺院においても、仏教が伝わり、神仏習合が進む中で、寺院守護のための神祇が祀られるようになり、のちに寺院以外の建造物や一定の区域の土地にも鎮守神を祀るようになった。
現在では、鎮守神はその土地に住む神（地主神）だと考えられることが多いが、元をたどれば、鎮守神は、地主神を押さえ込み、服従させるために新たに祀られた神である。つまり、人間がある土地に人工物を造営したとき、その土地に宿る神霊が人間や造営物に対して危害を加える祟りを起こさせないように、その地主神よりも霊威の強い神を新たに勧請して祀ったのである。そして、地主神は鎮守神に従順に服属し、その活動を守護・補佐することが期待された（ときには地主神が抵抗し祟りを起こすこともあった）。
しかし、時代とともに鎮守神の本来の意味は忘れられ、地主神との混同が起こり、両者は習合する結果となった。こうした鎮守神は、寺院・邸宅・荘園・城郭などに祀られ、村落においても祀られるようになった。
村落に神が鎮守神として祀られるようになったことについては、ある村落とその周辺を治める豪族との対立関係の中で、豪族が祀る一族神としての氏神の霊威に対抗する形で、村落に鎮守として神社を祀るようになったことが一因として考えられる。

## 鎮守社
仏教寺院に付属して建立された神社を鎮守社と呼んだ。対義語（神社を主体とする）は神宮寺と呼ばれる。またある施設の鎮守が仏教寺院である場合を鎮守寺、鎮守堂、鎮守殿と称することがある。

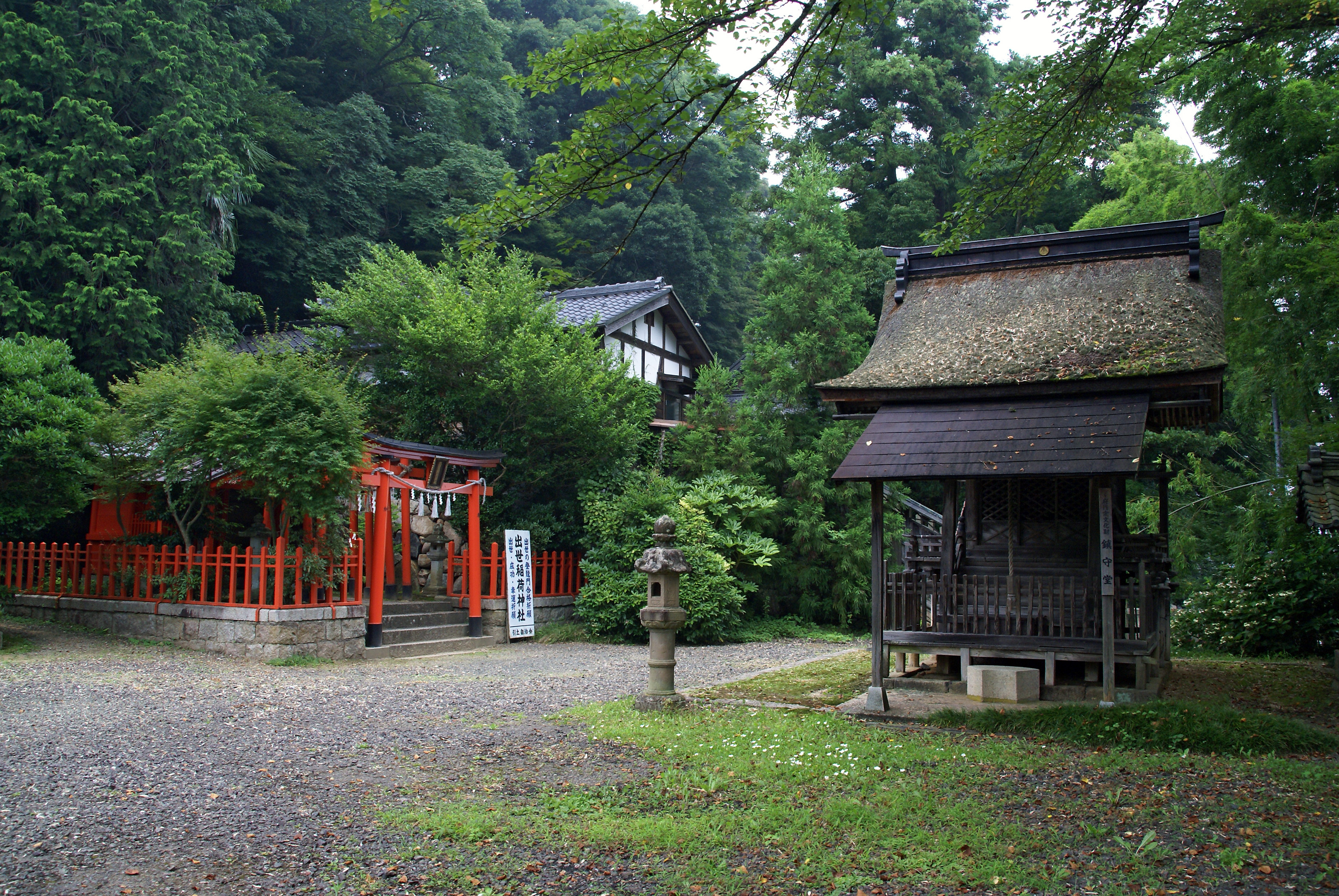
慈惠山圓隆寺の鎮守堂と稲荷社（稲荷大明神/荼枳尼天）
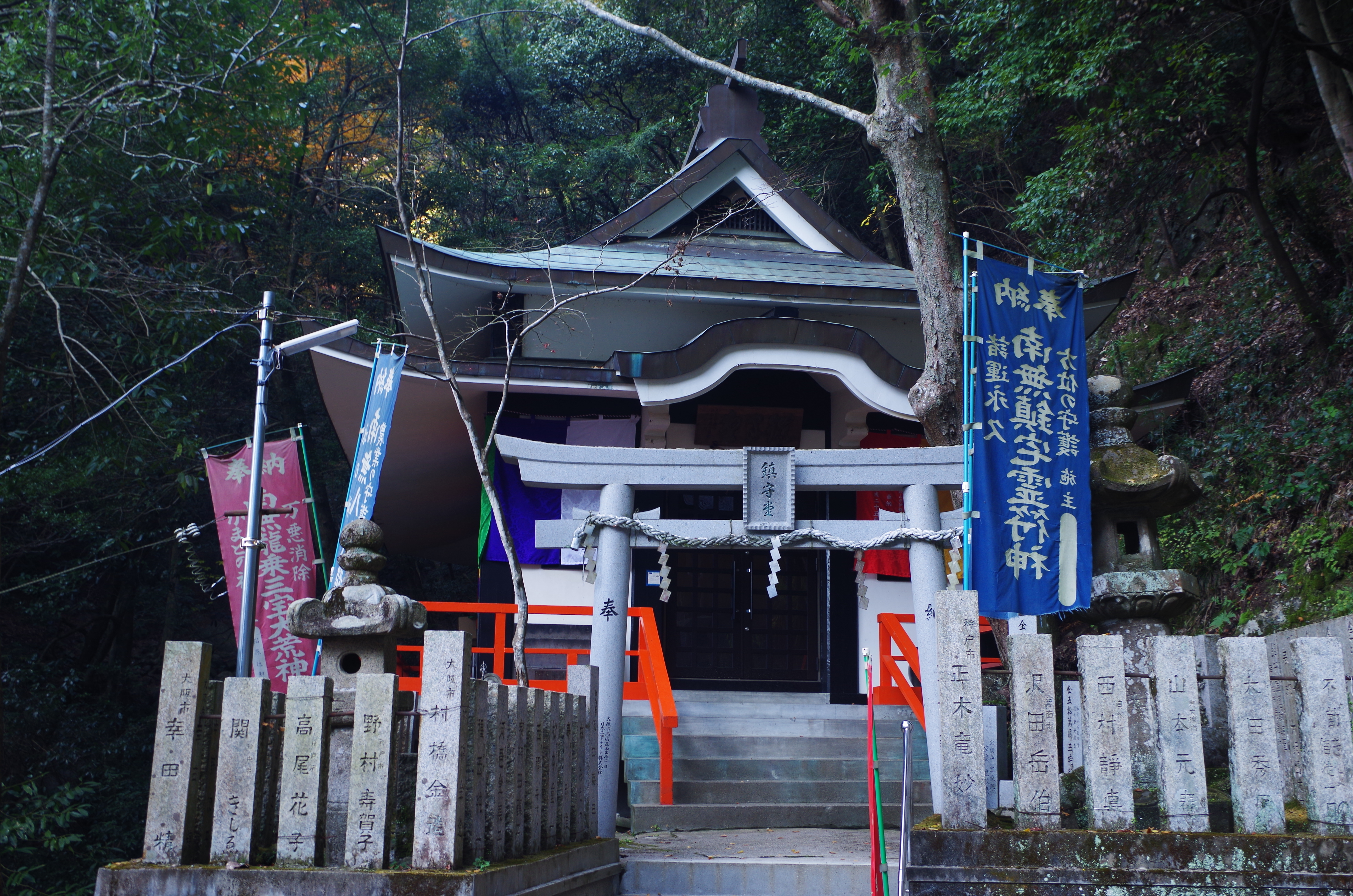
鎮宅霊符神・龍乘三寶大荒神（犬鳴山七寶瀧寺）
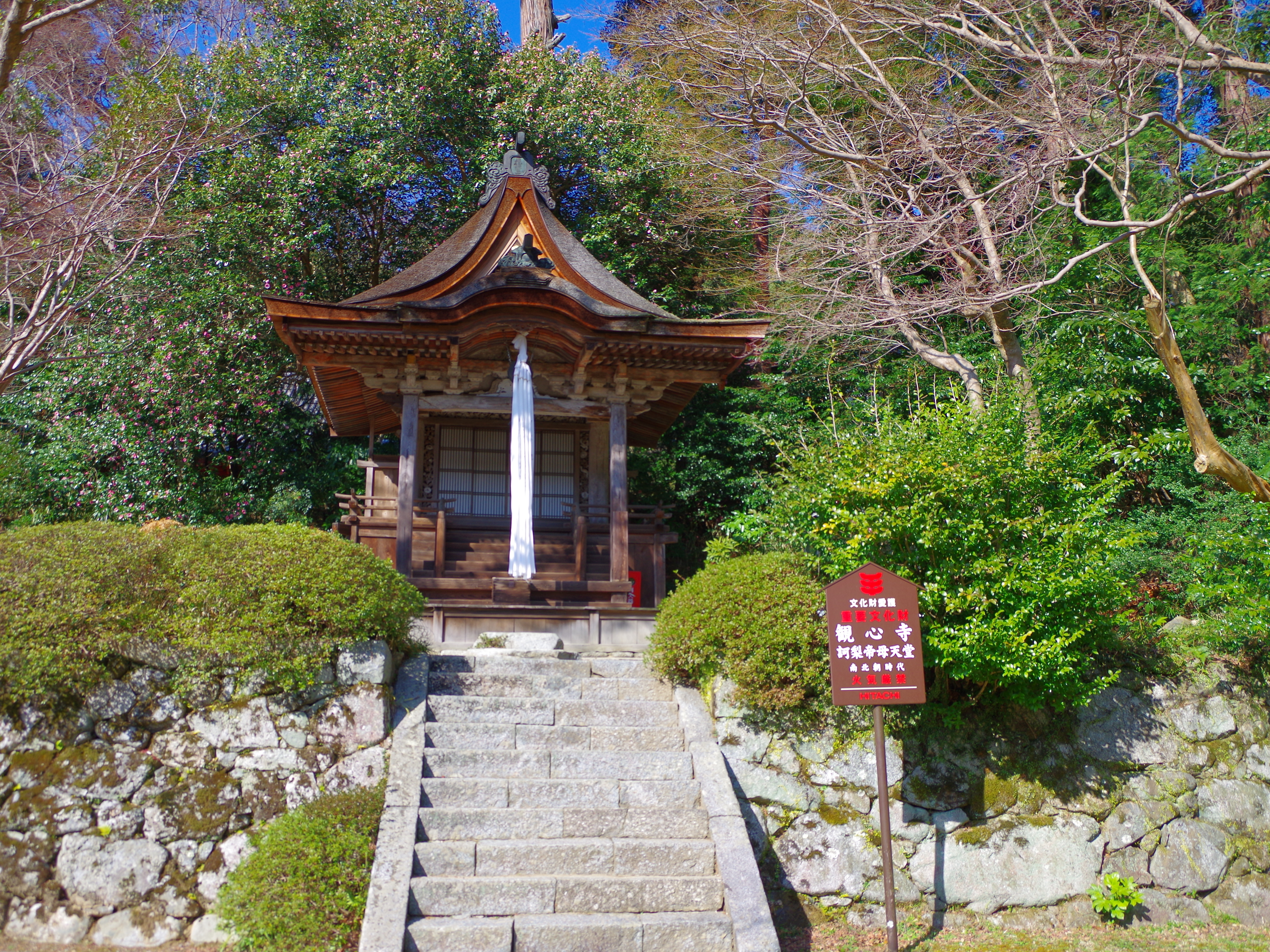
訶梨帝母天堂（檜尾山觀心寺）
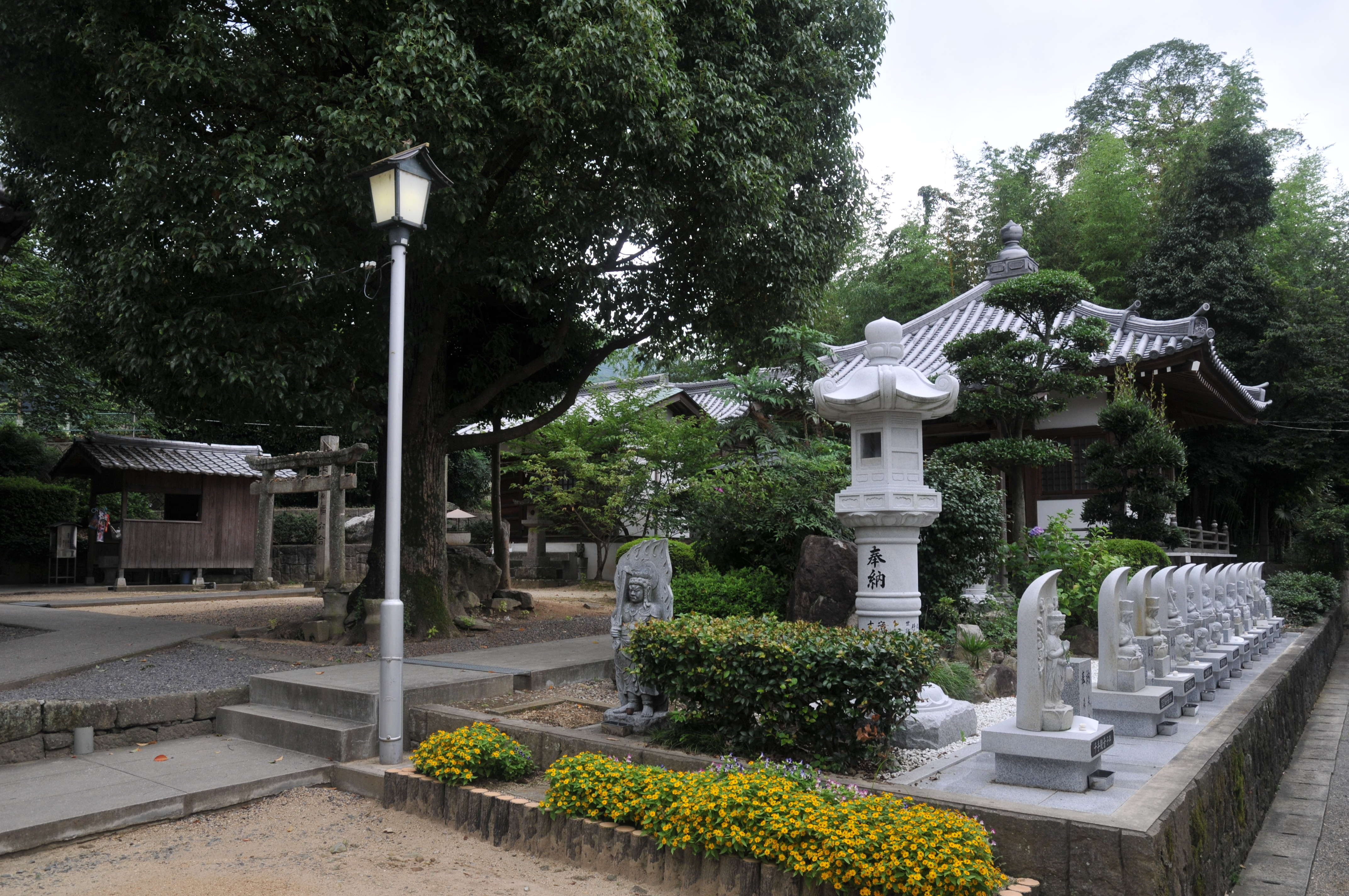
鎮守堂、地蔵堂、護摩堂（我拜師山曼荼羅寺）
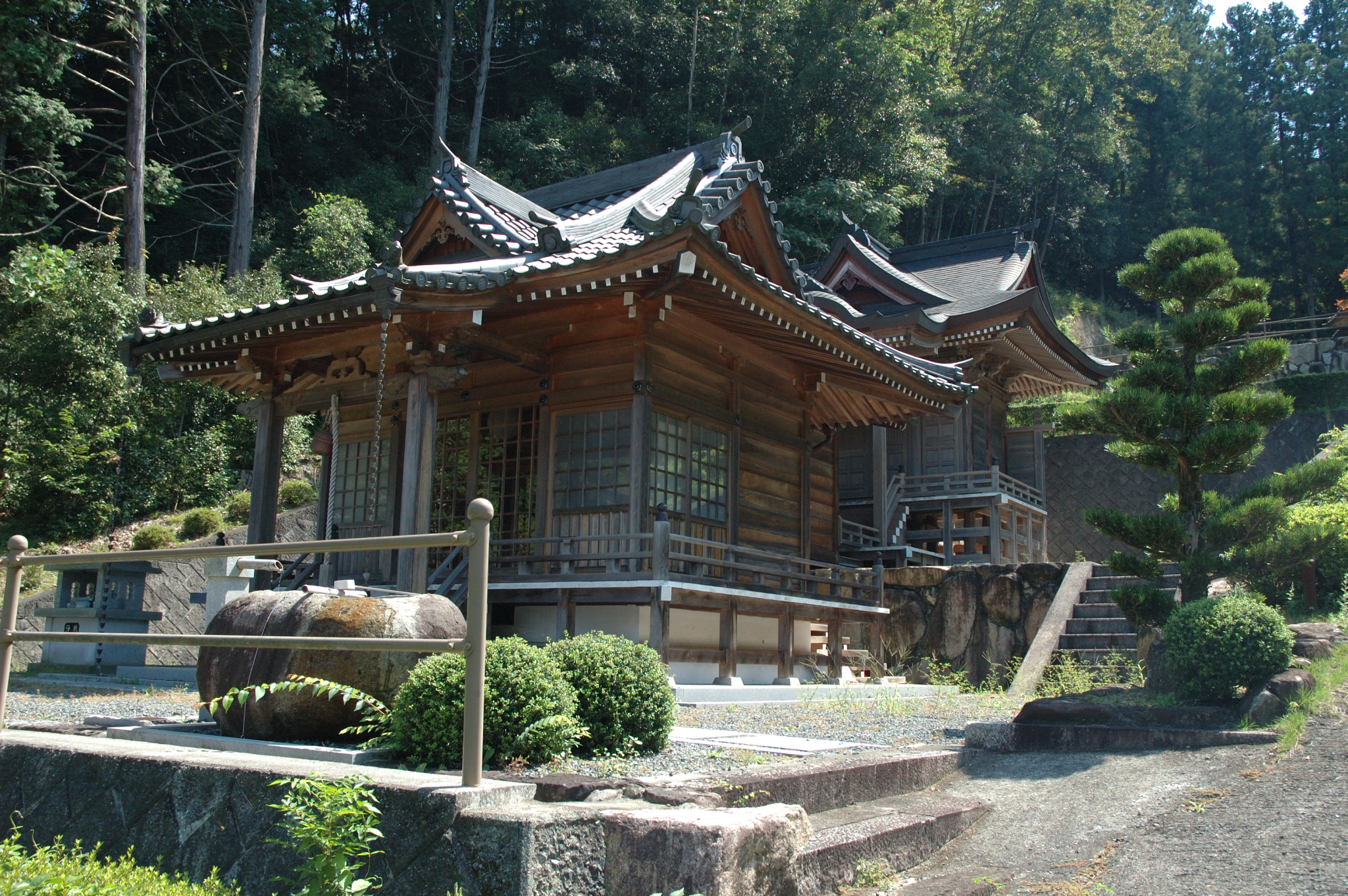
山王権現堂（眞木山般若院長福寺）